# Zsolt Czingler
Zsolt Czingler (ur. 28 kwietnia 1971 w Budapeszcie) – węgierski lekkoatleta specjalizujący się w trójskoku, dwukrotny uczestnik letnich igrzysk olimpijskich (Atlanta 1996, Sydney 2000) – w obu turniejach olimpijskich nie zakwalifikował się do rundy finałowej, zajmując odpowiednio 24. i 18. miejsce.

## Sukcesy sportowe
- siedmiokrotny mistrz Węgier w trójskoku – 1992, 1995, 1996, 1997, 1998, 1999, 2000[1]
- sześciokrotny halowy mistrz Węgier w trójskoku – 1991, 1992, 1993, 1994, 1995, 1998[2]

| Rok  | Miasto    | Zawody                      | Konkurencja | Wynik         |
| ---- | --------- | --------------------------- | ----------- | ------------- |
| 1990 | Płowdiw   | mistrzostwa świata juniorów | trójskok    | 10. miejsce   |
| 1994 | Helsinki  | mistrzostwa Europy          | trójskok    | 11. miejsce   |
| 1998 | Gandawa   | halowe mistrzostwa Europy   | trójskok    | 9. miejsce    |
| 1998 | Budapeszt | mistrzostwa Europy          | trójskok    | 7. miejsce    |
| 1999 | Maebashi  | halowe mistrzostwa świata   | trójskok    | brązowy medal |
| 2000 | Gandawa   | halowe mistrzostwa Europy   | trójskok    | 4. miejsce    |

## Rekordy życiowe
- skok w dal (hala) – 7,54 – Budapeszt 25/01/1997
- trójskok – 17,24 – Tivoli 31/05/1998 (rekord Węgier)
- trójskok (hala) – 17,15 – Budapeszt 05/02/1999